# La goccia scarlatta
La goccia scarlatta (The Scarlet Drop) è un film muto del 1918 diretto da John Ford. Sceneggiato da George Hively su un soggetto dello stesso regista, aveva come interpreti Harry Carey, Molly Malone, Vester Pegg, Betty Schade, Millard K. Wilson, Martha Mattox, Steve Clemente.

## Trama

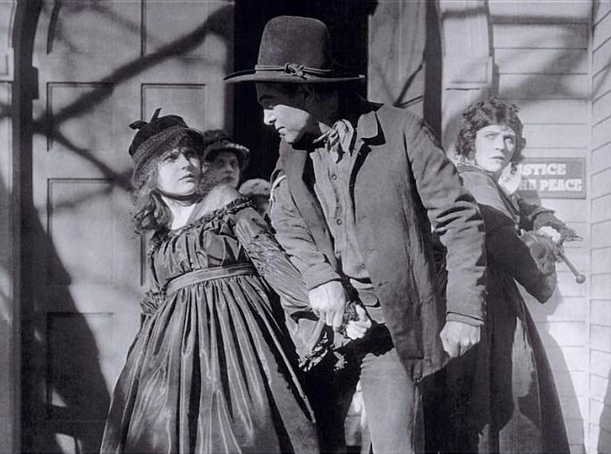
Molly Malone e Harry Carey

Allo scoppio della Guerra di secessione americana, "Kaintuck" Cass, un povero distillatore clandestino del Kentucky, cerca di arruolarsi nella compagnia di Manley Calvert, un ricco e aristocratico ufficiale confederato, ma viene insultato e mandato via. Kaintuck, allora, si unisce a una banda di guerriglieri. Alla fine della guerra, si trova a capo della sommossa che scoppia in una città vicina ai possedimenti di Calvert. Poiché una volta Molly, la figlia dell'ufficiale, lo aveva trattato con gentilezza, Kaintuck la protegge dalle violenze. Poi, l'uomo fugge via, cercando di rifarsi una vita all'Ovest. Qualche tempo dopo, Kaintuck incontra nuovamente Molly che si trova lì insieme al padre e al socio di questi, Graham Lyons. Dimenticando l'amarezza per il trattamento arrogante che gli era stato riservato a suo tempo da Calvert, Kaintuck difende sua figlia quando l'onore della ragazza viene messo in pericolo da Lyons, che la aggredisce. Nella lotta, Kaintuck rimane ferito ed è costretto a nascondersi quando arriva lo sceriffo che è venuto per arrestarlo dopo aver scoperto che lui è un fuggitivo. Calvert, in debito perché gli ha salvato la figlia, lo nasconde nel soppalco, ma Kaintuck sarà comunque scoperto a causa di una goccia di sangue che, dall'alto, cade nella tazza che sta bevendo lo sceriffo. Avvertito da Molly, Kaintuck si mette in salvo. I due, in seguito, si sposeranno.

## Produzione
Il film fu prodotto dalla Universal Film Manufacturing Company.

## Distribuzione
Il copyright del film, richiesto dalla Universal, fu registrato il 1º aprile 1918 con il numero LP12265. La sinossi che accompagnava la richiesta aveva in origine come titolo quello di The Hill Billy.
Distribuito dalla Universal Film Manufacturing Company, il film uscì nelle sale statunitensi il 22 aprile 1918. In Portogallo, dove fu distribuito il 9 marzo 1922, prese il titolo A Pérola Maldita e quello, alternativo, di Uma Gota de Sangue. In Italia, fu distribuito nel 1921 dalla Transatlantic con il visto di censura numero 15701 con il titolo La goccia rossa.

### Conservazione
Copia incompleta della pellicola (circa 32 minuti di nitrato positivo 35 mm) si trova conservata nel Getty Images Archive Films.